# Медзно (Куявсько-Поморське воєводство)
Медзно (пол. Miedzno) — село в Польщі, у гміні Осе Свецького повіту Куявсько-Поморського воєводства.
Населення — 310 осіб (2011).
У 1975-1998 роках село належало до Бидгощського воєводства.

## Демографія
Демографічна структура станом на 31 березня 2011 року:
|          | Загалом | Допрацездатний вік | Працездатний вік | Постпрацездатний вік |
| -------- | ------- | ------------------ | ---------------- | -------------------- |
| Чоловіки | 151     | 33                 | 107              | 11                   |
| Жінки    | 159     | 34                 | 91               | 34                   |
| Разом    | 310     | 67                 | 198              | 45                   |